# Cristo in pietà tra due angeli
Il Cristo in pietà tra due angeli è un dipinto a tempera su tavola trasportato su tela realizzato da Ambrogio da Fossano, detto il Bergognone, conservato alla pinacoteca del Castello Sforzesco di Milano.

## Storia e descrizione
Il dipinto, a forma di lunetta, fu commissionato e realizzato tra il 1488 e il 1490 probabilmente per una pala d'altare per la Certosa di Pavia, e trasportato su tela nel 1960 da Ottemi della Rotta, venendo poi restaurato successivamente nel 1978 e 1989. L'opera può entrare a buon diritto tra gli esempi della pittura del Bergognone, formatosi su modelli foppeschi ma profondo conoscitore della pittura fiamminga, da cui mutua il naturalismo e la resa cromatica della composizione pur inserendo un forte componente drammatica adatta agli scopi devozionali per cui il dipinto era stato commissionato. L'immagine degli angeli riprende la raffigurazione del Bambino nella Madonna del Certosino.
Il dipinto proviene dalla cocllezione di James Fitzalen come indicato in un cartellino posto sul retro della tavola originale e indicato nel 1957dal critico Franco Mazzini. Fu acquistato a Londra da Vitale Bloch di Genova che lo vendette nel 1952 per L. 3.259.000 alle Civiche Raccolte d'arte, e indicato come opera giovanile del Bergognone.